# Kraljeva kapela zaklada sv. Januarija
Kraljeva kapela zaklada svetega Januarija ali Reale cappella del Tesoro di San Gennaro je kapela v neapeljski stolnici v Italiji in je posvečena svetemu Januarju, zaščitniku mesta. To je najbolj razkošno okrašena kapela v stolnici in vsebuje prispevke baročnih umetnikov v Neaplju.

## Zgodovina
V letih 1526 do 1527 je Neapelj prestal francosko obleganje, ponoven pojav kuge in vulkanski izbruh Vezuva s spremljajočimi potresi. Preživeli Neapeljčani so se zavezali, da bodo svojemu zavetniku, svetemu Januarju, postavili kapelo. Leta 1527 je prebivalstvo izvoljenega mesta z notarsko overjeno listino obljubilo tisoč dukatov za tabernakelj in 10.000 dukatov za gradnjo nove kapele. 5. februarja 1601 so »mestni izvoljenci« imenovali odbor dvanajstih laikov, ki so pozvali »Deputacijo«, naj zgradi novo kapelo. Dela so se začela leta 1608, končala leta 1646. Stroški so presegli 480.000 scudov. Dela so se začasno zavlekla, ker je kardinal nadškof Francesco Boncompagni ostro nasprotoval izvzetju Deputacije iz pristojnosti škofijskega reda, čeprav cerkev ni financirala njene gradnje; vendar je leta 1605 Deputacija dejansko pridobila papeško bulo papeža Pavla V. za začetek gradnje svetega kraja. Stoletja pozneje, potem ko se je Neapelj pridružil Kraljevini Italiji, je bila kapela izvzeta s seznamov verskih objektov, ki jih je zaplenila država. Zahvaljujoč različnim papeškim bulam, prava kapela zakladnice sv. Januarija ne pripada škofijski kuriji, temveč mestu Neaplju, ki jo predstavlja starodavna institucija, ki obstaja še danes, »Deputacija«, izvoljena iz različnih območij Neaplja.
V 17. in 18. stoletju so kapelo uporabljali tudi za glasbene dejavnosti, kjer so bili prisotni mojstri, kot so Cimarosa, Paisiello, Francesco Provenzale Francesco Durante, Scarlatti in Charles Broschi.

## Poslikana dekoracija
Izbira in uporaba slikovne dekoracije je bila saga, ki je vključevala številne vrhunske slikarje Rima in Neaplja zgodnjega 17. stoletja. Deputacija, zadolžena za gradnjo in dekoracijo kapele, je slikovno dekoracijo kapele sprva zaupala Giuseppeju Cesariju, imenovanemu tudi Cavalier d'Arpino. Slikar je bil priljubljen v Rimu pod papežem Klemnom VIII. Aldobrandinijem in ostal tak tudi pod papežem Pavlom V. Borghesejem. Zahteva je bila poslana leta 1616, pogodba pa je bila podpisana 7. marca 1618. Toda Cesari se je počasi preselil v Neapelj in deputacija je leta 1620 preklicala njegovo pogodbo in mesto namesto tega ponudila Guidu Reniju. Reni je po dolgem pregovarjanju o plačilu zavrnil nalogo in končno je bila naročilo ponujeno slikarju Fabriziu Santafedeju, ki je sodeloval z Battistellom Caracciolom in Renijevim bolonjskim učencem Francescom Gessijem, da predlaga dizajn. Deputacija pa z načrtom ni bila zadovoljna. Kmalu zatem je Santafede umrl, ekipa Caracciola in Gessija pa je bila odpuščena.
2. decembra 1628 so poslali prošnje za nove predloge, tokrat tudi lokalne neapeljske slikarje. Noben od prispevkov ni bil zadovoljiv. Leta 1630 je deputacija naročila vzorec slike pri slikarju Domenicu Zampieriju (Domenichino), ki je bil tako kot Reni Carraccijev učenec v Rimu. Prosili so ga, naj predloži sliko, ki prikazuje mučeništvo sv. Januarija (zdaj v Museo del tesoro di San Gennaro). Zadovoljni s predložitvijo so ga leta 1631 zaposlili.
Domenichino je dokončal večino fresk v kapeli. Naslikal je štiri vrhove: zaobljubo Neapeljčanov leta 1527, srečanje sv. Januarija s Kristusom v nebeški slavi, Devica posreduje za Neapelj in pokroviteljstvo svetih Januarija, Agripine in Agnello Abate. Naslikal je tudi zgodbo o življenju sv. Januarija v treh lunetah (1633) in v obokih. Štiri velike oltarne slike, ki jih je Domenichino naslikal z oljem na baker, predstavljajo: Obglavljenje svetega Januarija, Čudež bolnika, ozdravljenega z oljno svetilko, Bolnika na grobu svetnika in Vstajenje mrtvega. Domenichino je nenadoma umrl 6. aprila 1641. Nekaj mesecev pozneje ga je nadomestil drug Carraccijev privrženec, ki je bil takrat v Rimu, Emilijan, Giovanni Lanfranco. Vendar se je Deputacija 6. junija 1646 odločila, da zaprosi lokalnega slikarja Massima Stanzioneja, naj dokonča oltarno sliko Čudež obsedenih, ki jo je Domenichino pustil nedokončano. Končno Stanzionejeva predložitev ni bila sprejemljiva in delo so zaupali Jusepeju de Riberi, ki je naslikal Sv. Januarij nepoškodovan izstopi iz peči Cimitile.

## Arhitekturni in kiparski prispevki
Zasnova kapele je bila zaupana teatinskemu duhovniku in arhitektu Francescu Grimaldiju, ki je bil aktiven pri načrtovanju drugih cerkva, vključno s cerkvijo Santa Maria della Sapienza, baziliko San Paolo Maggiore in cerkvijo Sant'Andrea delle Dame. Da bi dokončali kapelo sv. Januarija, je bilo porušenih več stavb, vključno z nekaterimi hišami, nekaterimi kapele in majhna cerkev Sant'Andrea. Kapela ima tloris grškega križa s kupolo.
V notranjosti je Francesco Solimena ustvaril porfirni oltar (1667), ki uokvirja srebrno sprednjo stran (1692–1695) Giovana Domenica Vinaccia. Za oltarjem dve niši s srebrnimi vrati, ki ju je leta 1667 daroval Karel II. Španski, varujeta viale s krvjo sv. Januarija. Doprsni kip v zlatu in srebru so izdelali trije provansalski zlatarji, daroval pa ga je Karel II. leta 1305. Največje bronaste skulpture, vključno s sv. Petrom in Pavlom ob vhodu, je izdelal Giuliano Finelli, Berninijev učenec. Marmorna dekoracija kapele se je začela leta 1610 po Grimaldijevih načrtih in dokončala pod vodstvom Christopherja Monterossa. Medeninasta vrata kapele je zasnoval Cosimo Fanzago leta 1630 in nadomestila vrata, ki jih je zgradil Giovanni Giacomo Conforto leta 1628.
Tu je tudi štiriinpetdeset doprsnih relikviarjev, vsi v srebru. Freske so delo Domenichina, Lanfranca in Ribere.